# Веј Шуо
Веј Шуо (кин. 卫铄, Wèi Shuò), надимак: Моу-ји (茂漪, Mòuyī), псеудоним: Х’-нан (和南, Hénán), једина је жена калиграф у кинеској историји. 
Позната је и само као дама Веј (卫夫人, Wèi fūrén).

## Биографија
Рођена је 272. године (2. године ере Тај-ш’ цара Вуа) у граду Дунг-ану (东安, Dōng’ān) у округу Ђин-х’ (晋河, Jìnhé, данашњи округ Сја у провинцији Шан-сји). Сматра се да је ћерка Веј Џана (卫展, Wèi Zhǎn) или ћерка (или чак сестра) калиграфа Веј Хенга. 
Била је удата за Ли Ђија (李矩, Lǐ Jū), инспектора провинцијских чиновника у префектури Динг (汀, Dīng), и са њим је имала сина Ли Чунга (李充, Lǐ Chōng), који је такође био калиграф, и писар у провинцијском магистрату.
Умрла је 349. године (4. година ере Јунг-х’ цара Муа).
У њено време било је незамисливо да девојка учи калиграфију, те је она кад је била мала учила са ујаковим четкицама, пошто би га најпре само посматрала како пише а затим би, када је оставе саму да обрише и осуши четкице, вежбала писање. Када је уочен њен таленат, представљена је Џунг Јоуу – творцу штампаног калиграфског стила и постала је његова ученица. Њена калиграфија показује карактеристике стила њеног учитеља, мада су њени карактери ужи од Џунгових.
И када је већ постала позната, патријархална средина у којој је живела није јој могла одати заслужено признање. Људи су за њену калиграфију говорили да је грациозна, али истовремено уплашена као девојчица која први пут плеше.
Као и сви велики мајстори била је и учитељ калиграфије. Њен најпознатији ученик је чувени Ванг Сји-џ’, кога често називају Богом калиграфије.

## Теорија калиграфије и радови
Дами Веј се приписује ауторство књиге „Слика борбе четкице“ (笔阵图, Bǐzhèntú), један од класичних уџбеника калиграфских потеза. Она је у књизи изнела теорију тока писања, и неке законе калиграфије, пре свега начине држања четкице при писању одређених потеза. Њена теорија „седам сила“ (七势, Qī shì) била је основа за теорију Осам принципа карактера јунг: 

Потез хенг да подсећа на хиљаду лија густих облака који се губе у даљини. (一 (横) 如千里阵云, 隐隐然其实有形。)

Потез дијен да подсећа на камен који пада са врха планине и удара у стене док се обрушава. (丶 (点) 如高峰坠石, 磕磕然实如崩也。)

Потез пје на носорогов рог који снажно рије земљу. (丿 (撇) 陆断犀象。)

Потез џ’ на ратнички лук од стотину ђина. (乙 (折) 百钧弩发。)

Потез шу на суви штап стар хиљаду година. (丨 (竖) 万岁枯藤。)

Потез на на таласе који се распршују или гром који удара у земљу. ( (捺) 崩浪雷奔。)

Потез карактера дијао (хенг-џ’-ван-гоу) на напон мишића потребан за снажно одапињање лука (刁 (横折弯钩) 劲弩筋节。)

Два најпознатија калиграфска дела даме Веј су:
- Запис познате конкубине (名姬帖, Míng Jī Tiè)
- Запис од Х’-нан чије је презиме Веи (卫氏和南帖, Wèishì Hénán Tiè)